# 中南米の武術一覧
中南米の武術一覧（ちゅうなんべいのぶじゅついちらん）とは、中南米に伝わる武術の一覧。

## 中米
メキシコ
- エスグリマ・コロニアル
- ルチャ・タラウマラ - レスリングの一種。
- チュパ・ポラーソ - レスリングの一種。
- ルチャリブレ（メキシカンプロレス）

## 南米
アルゼンチン
- エスグリマ・クリオーラ - ガウチョのナイフ格闘術。
- フエゴ・デ・カーニャス - 馬上の槍試合。
- スリナム
- スサ - カポエイラに似た武術。

 チリ
- コジェジャウジン - マプチェ族の武術。
- ケチュ・レプ - 同上
- カイ・テン - 同上
- エスグリマ・コルボ

 パラグアイ
- マチェーテ・パラグアイーノ

 ブラジル
- バテ・コクサ - カポエイラの先祖にあたる武術の一つ。
- バトゥーケ - カポエイラの先祖にあたる武術の一つ。より踊りを強調する。
- カポエイラ
- ルタ・ド・ボージ - 頭突きの武術。危険なので現在は殆ど行われない。
- ブラジリアン柔術 - グレイシー柔術
- ルタ・リーブリ - グレコローマンスタイルレスリングに腕と足の関節技と絞め技を取り入れた格闘技。
- マクレレ  - 格闘技のような踊り。

 ベネズエラ
- ガローテ・トクヤーノ - 棒術。
- ブロマ - 黒人の武術。
- コンバーテ・デ・スミシオン・カリーベ - グアヒーボ族等の先住民の武術。総合武術である。

 ペルー
- インカ式ボクシング
- ルミ・マキ　インカ帝国の武術を復興させたもの。「ルミ・マキ」とは「石の手」という意味。

 ボリビア
- ティンク - 祭りの際に行われる。
- ルチャ・デ・チョリータス - 女性の格闘技。

## カリブ海
キューバ
- マニ - サトウキビ畑で発達した。踊りとして行われる。ナイフを使う。
- マチェーテ・クバーノ
- ルチャ・デル・トレーテ
- ジュードーキックボックス - 柔道をベースとした、ヘッドギアとレガースを着用し柔道場の上で行われる総合格闘技。

 キュラソー
- ココ・マカク - 棒術。祭りの中で行われる。

 グアドループ
- ベノレ - 棒術。
- マヨール（又はマヨレ） - 棒術。ダンミイェから生まれた。
- ソヴェ・ヴァヤン - 棒術。

 ジャマイカ
- バンガラン - 島流しになった人達が伝える武術。
- ジャマイカン・マチェーテ

 トリニダード・トバゴ
- カレンダ - 奴隷の使った棒術。
- トリニダード棒術 - 棒術。二本の棒で行う。試合の始めにほら貝を吹く。

 ハイチ
- パンジュ - 奴隷の武術。
- ティレ・マチェット - なたを使った剣術。

 バルバドス
- バジャン棒術

 マルティニーク
- ダンミイェ - アフリカのンゴロの影響を受けた武術。